# Distretto di Guzar
Il distretto di Guzar (usbeco G`uzor) è uno dei 13 distretti della Regione di Kashkadarya, in Uzbekistan. Il capoluogo è Guzar.